# Lia Di Leo

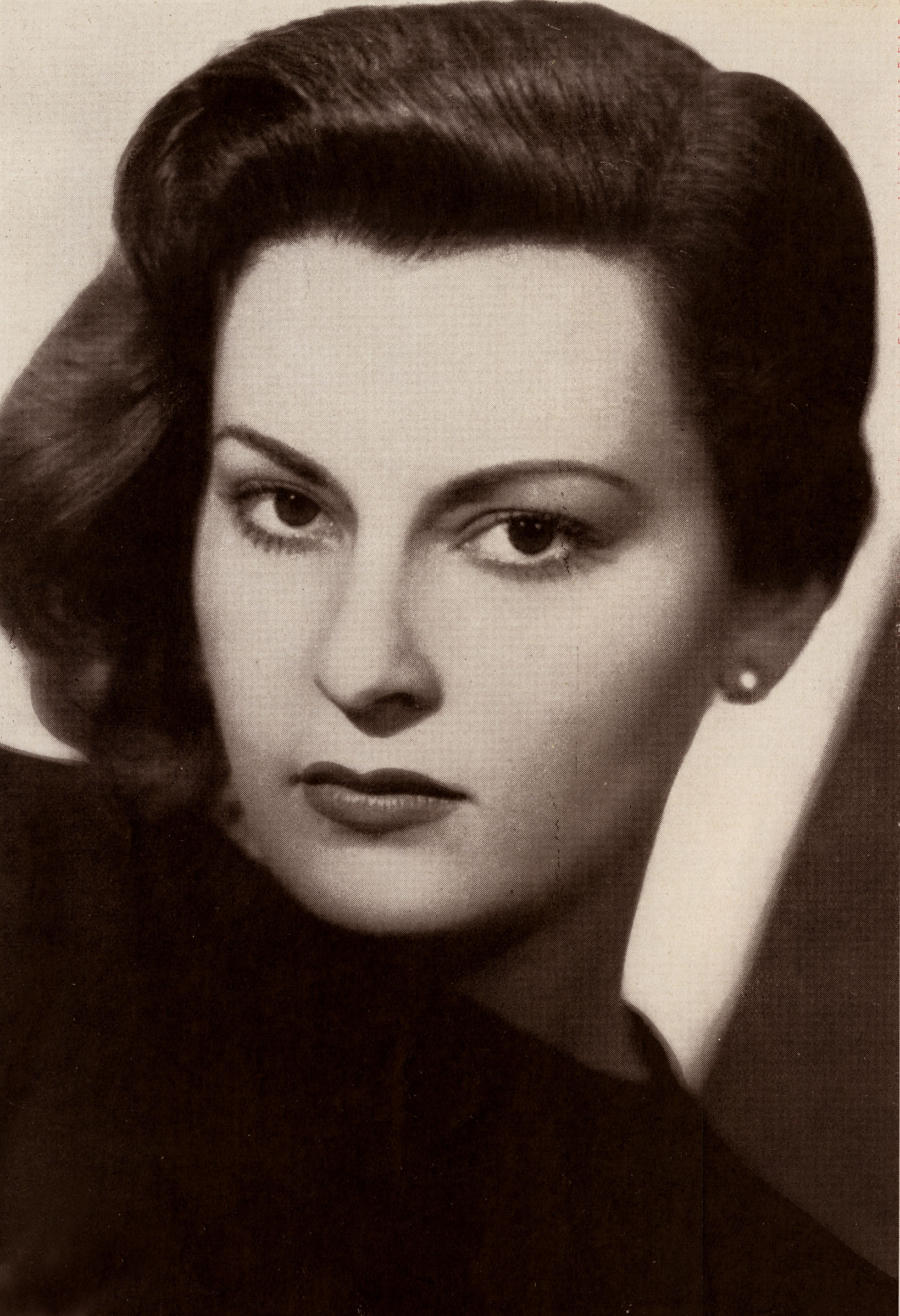
Lia Di Leo

Lia Di Leo (eigentlich Alberta Alda Di Leo; * 15. Mai 1924 in Foggia; † 15. Dezember 2006 in Palm Springs) war eine italienische Schauspielerin.

## Leben
Di Leo debütierte als Teilnehmerin der Wahl zur Miss Italia 1951 beim Film in einer kleinen Rolle als eine der Sklavinnen Neros für Mervyn LeRoys in Italien gedrehtem Quo vadis?. Es folgte eine kurze, gerade fünf Jahre umfassende Karriere, in der die attraktive, fotogene, aber auch kühl wirkende und oftmals zu kontrolliert sprechende Brünette mittelgroße und kleine Aufgaben in meist durchschnittlichen Filmen übernahm, die ihr keine Chance zur besonderen Profilierung boten. Herausragend waren allenfalls ihre charmante Araberin von unruhigmachender Schönheit im superb fotografierten Mizar (1953) sowie das Filmdrama Die Sonne in den Augen, in dem Antonio Pietrangeli sie in einer kleineren Rolle besetzte.
Nach ihrer Filmkarriere war Di Leo in der Spielzeit 1956/57 Mitglied des Ensembles am Piccolo Teatri di Palermo; in der Folgezeit verließ sie mit ihrem Ehemann, einem US-amerikanischen Fernsehproduzenten, Italien und siedelte in die Vereinigten Staaten über.

## Filmografie (Auswahl)
- 1951: Quo vadis? (Quo vadis?)
- 1952: Geständnis einer Nacht (La Minute de vérite)
- 1952: Il bandolero stanco
- 1953: Don Camillos Rückkehr (Le Retour de Don Camille)
- 1953: Madame de …
- 1953: Mizar – Spionin im Orient (Mizar)
- 1953: Die Sonne in den Augen (Il sole negli occhi)
- 1954: Cose da pazzi
- 1955: Der Turm der sündigen Frauen (La Tour de Nesle)
- 1955: Casanova – seine Liebe und Abenteuer (Le avventure di Giacomo Casanova)
- 1956: Occhi senza luce